# Vásár (album)
A Vásár a Kárpátia Folkműhely együttes 2003-as népzenealbuma.

## Közreműködők
- Palya Bea – ének, tánc
- Nyíri László – hegedű
- Bolya Dániel – furulya, kaval, tilinkó, bolgár kaval
- Eredics Dávid – klarinét, szaxofon, bolgár kaval, mosoly
- Buzás Attila – brácstambura, bőgő, litárka
- Bolya Mátyás – koboz, citera
- Jakabffy Balázs – derbuka, davul, daf
- Szokolay Dongó Balázs – magyar duda, bolgár duda
- Balogh Sándor – doromb

## Számlista
1. Kopanyica
2. Máramaros
3. Rózsalíra
4. Vásár
5. Három Dal
6. Bukovina
7. Joc
8. Móc Waltz
9. Gorice
10. Lánybúcsúztató
11. Rebetico Mandilatos
12. Swingeánka